# Carbonade flamande
Carbonade flamande (tiếng Hà Lan: stoofvlees hoặc stoverij, tiếng Pháp: carbon(n)ade) à la flamande là một món hầm được làm từ thịt bò (hoặc thịt lợn) và hành tây, phổ biến ở Bỉ, Hà Lan và vùng Flanders thuộc Pháp, làm với bia và mù tạt phết lên bánh mì, có thể thêm gia vị lá nguyệt quế, xạ hương, đinh hương và bách xù.

## Từ nguyên
Trong tiếng Pháp, carbon(n)ade cũng có thể là món thịt lưng ngựa nướng và một số thịt bò hầm nấu với rượu vang đỏ chẳng hạn như beef bourguignon ở miền Đông nước Pháp. Tuy vậy, trong tiếng Anh, carbonnade nói chung là một món ăn của Bỉ. Thuật ngữ món hầm Flemish, là một thuật ngữ chung, đôi khi được dùng để chỉ các món ăn Flemish khác như waterzooi hoặc hochepot.

## Biến thể
Là một món ăn chính của ẩm thực Bỉ, các công thức nấu ăn khác nhau giữa các vùng và hộ gia đình. Các biến thể bao gồm thay thế bánh mì bằng bánh mì gừng hoặc speculaas, sử dụng thêm gia vị, như Sirop de Liège, và sử dụng các loại bia khác nhau. Các loại bia phổ biến cho món ăn này bao gồm Oud bruin (Old Brown Beer), Brune Bia Tu Viện và Flanders red. Ngay trước khi phục vụ, một lượng nhỏ rượu táo hoặc giấm rượu vang và hoặc đường nâu hoặc thạch lý chua đỏ đôi khi được thêm vào.

## Tiêu dùng
Carbonade thường đi kèm với khoai tây chiên, khoai tây luộc hoặc stoemp. Nó có sẵn rộng rãi trong các nhà hàng và friterie ở Bỉ và Hà Lan.